# Circunfixo
Um circunfixo (abreviado CIRC) ou confixo é um afixo que tem duas partes, uma colocada no início de uma palavra, e a outra parte no final. Circunfixos contrastam com prefixos, ligados no início das palavras, e os sufixos, anexados no final; e infixos, que são inseridos no meio. Circunfixos são comuns em malaio e georgiano.

## Exemplos
⟩Parênteses angulares⟨ são usados para marcar os circunfixos.

### Línguas germânicas
O circunfixo é provavelmente mais conhecido do particípio passado no alemão, que é a ge⟩...⟨t para os verbos regulares. O verbo spielen (jogar), por exemplo, tem o particípio gespielt. Holandês tem um sistema semelhante (spelen → gespeeld neste caso). Em holandês, o circunfixo ge⟩...⟨te pode ser usado para formar certos substantivos coletivos (berg (montanha) → gebergte (serra)).

### Idiomas do leste asiático
Em Japonês, alguns linguistas consideram o⟩...⟨ni naru e s⟩...⟨suru sendo circunfixos honoríficos; por exemplo yomu...→ o⟩...⟨ni naru (respeitoso), o⟩...⟨suru (humilde).

### Línguas austronésias
Malaio tem oito circunfixos:
per⟩...⟨kan
per⟩...⟨i
ber⟩...⟨an
ke⟩...⟨n
pen⟩...⟨an
per⟩...⟨an
se⟩...⟨nya
ke⟩...⟨i
Por exemplo, o circunfixo ke⟩...⟨an pode ser adicionado à raiz adil "justo" para formar keadilan "justiça".

### Outros idiomas
Na maioria das variedades norte-africanas e de algumas variedades levantinas do árabe, os verbos são negados colocando-se o circunfixo ma⟩...⟨š em torno do verbo junto com todos os seus prefixos e pronomes de objeto direto e indireto com sufixo. Por exemplo, no egípcio bitgibuhum-laha "você os traz para ela" é negado como ma⟩bitgibuhum-lahā⟨š "você não os traz para ela".
Nas línguas berberes, o feminino é marcado com o circunfixo t⟩...⟨t. A palavra afus 'mão' torna-se t⟩afus⟨t. Em cabila, θ⟩issli⟨θ 'noiva' deriva de issli "noivo". De bni, construir, com t⟩...⟨t nós obtemos tbnit "tu constróis".
A negação em Guarani, também é feito com circunfixos: nd⟩...⟨i e nd⟩...⟨mo'ãi para a negação no futuro.
Em algumas línguas eslavas, e em húngaro, o superlativo de adjetivos é formado com um circunfixo. Por exemplo, em tcheco, o circunfixo nej⟩...⟨ší é usado, mladý 'jovem' torna-se nejmladší 'mais jovem'. O circunfixo correspondente em húngaro é leg⟩...⟨bb, como no legnagyobb "maior", a partir de nagy "grande". (Em ambos os casos, a forma comparativa é produzida usando o sufixo sem o prefixo: mladší 'mais jovem'; nagyobb "maior")
Em gurmanchema e uolofe, as classes de substantivos são indicados por circunfixos.